# Pagamea aracaensis
Pagamea aracaensis är en måreväxtart som beskrevs av Boudewijn Karel Boom. Pagamea aracaensis ingår i släktet Pagamea och familjen måreväxter. Inga underarter finns listade i Catalogue of Life.